# 1691 v. Chr.
Portal Geschichte | Portal Biografien | Aktuelle Ereignisse | Jahreskalender | Tagesartikel

◄ |
18. Jahrhundert v. Chr. |
17. Jahrhundert v. Chr. |
16. Jahrhundert v. Chr. |
►

1680er v. Chr. |
1670er v. Chr. |
►

1691 v. Chr. |
1690 v. Chr. |
1689 v. Chr. |
1688 v. Chr. |
► |
►►

## Gestorben

### Genaues Datum unbekannt
- Qiang Ding, König über China (* unbekannt)